# Équipe de Suisse de football en 1974
Cet article présente les résultats de l'équipe de Suisse de football lors de l'année 1974.

## Bilan
|           | Nombre de matchs | Victoires | Défaites | Matchs nuls | Buts marqués | Buts encaissés |
| Domicile  | 3                | 1         | 2        | 0           | 4            | 3              |
| Extérieur | 4                | 0         | 3        | 1           | 1            | 4              |
| Neutre    | 0                | 0         | 0        | 0           | 0            | 0              |
| Total     | 7                | 1         | 5        | 1           | 5            | 7              |

## Matchs et résultats
| Match amical                             | Suisse  | 0 - 1   | Belgique     | Les Charmilles, Genève                          |                                                 |
| 1er mai 1974 · Historique des rencontres |         | (0 - 0) | 61e Van Herp | Spectateurs : 16 000 Arbitrage : Luciano Giunti | Spectateurs : 16 000 Arbitrage : Luciano Giunti |
| 1er mai 1974 · Historique des rencontres | Rapport |         |              | Spectateurs : 16 000 Arbitrage : Luciano Giunti | Spectateurs : 16 000 Arbitrage : Luciano Giunti |

| Match amical                            | Suède   | 0 - 0 | Suisse | Malmö Stadion, Malmö                        |                                             |
| 9 juin 1974 · Historique des rencontres |         |       |        | Spectateurs : 23 178 Arbitrage : Rolf Nyhus | Spectateurs : 23 178 Arbitrage : Rolf Nyhus |
| 9 juin 1974 · Historique des rencontres | Rapport |       |        | Spectateurs : 23 178 Arbitrage : Rolf Nyhus | Spectateurs : 23 178 Arbitrage : Rolf Nyhus |

| Match amical                                 | Suisse     | 1 - 2   | Allemagne de l'Ouest   | Stade Saint-Jacques, Bâle                      |                                                |
| 4 septembre 1974 · Historique des rencontres | Müller 23e | (1 - 2) | 6e Cullmann · 27e Geye | Spectateurs : 48 000 Arbitrage : Paul Schiller | Spectateurs : 48 000 Arbitrage : Paul Schiller |
| 4 septembre 1974 · Historique des rencontres | Rapport    |         |                        | Spectateurs : 48 000 Arbitrage : Paul Schiller | Spectateurs : 48 000 Arbitrage : Paul Schiller |

| Match amical                               | Pays-Bas  | 1 - 0   | Suisse | De Kuip, Rotterdam                            |                                               |
| 9 octobre 1974 · Historique des rencontres | Geels 39e | (1 - 0) |        | Spectateurs : 10 000 Arbitrage : Lajos Somlai | Spectateurs : 10 000 Arbitrage : Lajos Somlai |
| 9 octobre 1974 · Historique des rencontres | Rapport   |         |        | Spectateurs : 10 000 Arbitrage : Lajos Somlai | Spectateurs : 10 000 Arbitrage : Lajos Somlai |

| Match amical                                 | Suisse                                          | 3 - 0   | Portugal | Wankdorf, Berne                                |                                                |
| 13 novembre 1974 · Historique des rencontres | Jeandupeux 9e · Pfister 43e · Schild 65e (pen.) | (2 - 0) |          | Spectateurs : 12 500 Arbitrage : Joop Vervoort | Spectateurs : 12 500 Arbitrage : Joop Vervoort |
| 13 novembre 1974 · Historique des rencontres | Rapport                                         |         |          | Spectateurs : 12 500 Arbitrage : Joop Vervoort | Spectateurs : 12 500 Arbitrage : Joop Vervoort |

| Éliminatoires pour l'Euro 1976                | Turquie             | 2 - 1   | Suisse     | Stade İzmir Atatürk, İzmir                          |                                                     |
| 1er décembre 1974 · Historique des rencontres | Arca 28e · Oguz 85e | (1 - 1) | 18e Schild | Spectateurs : 70 000 Arbitrage : Milivoje Gugulović | Spectateurs : 70 000 Arbitrage : Milivoje Gugulović |
| 1er décembre 1974 · Historique des rencontres | Rapport             |         |            | Spectateurs : 70 000 Arbitrage : Milivoje Gugulović | Spectateurs : 70 000 Arbitrage : Milivoje Gugulović |

| Match amical                                | Hongrie            | 1 - 0   | Suisse | Tiszaligeti, Szolnok                           |                                                |
| 4 décembre 1974 · Historique des rencontres | Fazekas 42e (pen.) | (1 - 0) |        | Spectateurs : 17 000 Arbitrage : Adolf Mathias | Spectateurs : 17 000 Arbitrage : Adolf Mathias |
| 4 décembre 1974 · Historique des rencontres | Rapport            |         |        | Spectateurs : 17 000 Arbitrage : Adolf Mathias | Spectateurs : 17 000 Arbitrage : Adolf Mathias |